# K'Alom
K'Alom är en ort i Mexiko.   Den ligger i kommunen Santiago el Pinar och delstaten Chiapas, i den sydöstra delen av landet, 700 km öster om huvudstaden Mexico City. K'Alom ligger 1 776 meter över havet och antalet invånare är 145.
Terrängen runt K'Alom är kuperad åt sydväst, men åt nordost är den bergig. Terrängen runt K'Alom sluttar norrut. Runt K'Alom är det ganska tätbefolkat, med 166 invånare per kvadratkilometer. Närmaste större samhälle är Bochil, 17,5 km väster om K'Alom. Omgivningarna runt K'Alom är en mosaik av jordbruksmark och naturlig växtlighet.